# Circuit de Lohéac
Pour les articles homonymes, voir Lohéac et Lohéac (homonymie).
Le circuit de Lohéac est un circuit de sport automobile situé dans le département d'Ille-et-Vilaine en région Bretagne, sur le territoire de la commune éponyme. Outre le circuit de rallycross, le site comprend une piste de 2,5 km entièrement asphaltée, une piste de karting, un espace d'évolution 4x4 et offre des parcours de quad.
Le circuit de Lohéac est le plus ancien circuit de rallycross de France. De 1976 à 2012, il accueille chaque année une manche du Championnat de France de rallycross. Le circuit accueille la manche française du Championnat du monde de rallycross FIA depuis la création du championnat en 2014.

## Histoire
Ce circuit est né de la volonté de Michel Hommell, dirigeant et fondateur du Groupe Michel Hommell spécialisé dans les revues automobiles.
C'est sur ce circuit qu'est organisée la première compétition française de rallycross, le 5 septembre 1976.
Aujourd'hui, le circuit propose, outre un musée, des stages ou baptêmes sur le circuit d'asphalte ou de rallycross (mi-terre, mi-asphalte), mais aussi un circuit de karting, de supermotard, de quad, etc.
Le circuit de Lohéac accueille depuis 2014 la manche française du Championnat du monde de rallycross comprenant les catégories Supercar WRX et Rx2, ainsi que la série Européenne des catégories Supercar EuroRx et S1600. Soit au total plus de 120 pilotes totalisant 170 à 180 départs de courses sur les 2 jours. 
Avec plus de 80 000 spectateurs sur l'édition de 2018, cette manifestation est la troisième épreuve de sport automobile française, en termes de fréquentation, après les 24 Heures du Mans et le Grand Prix de France. 2016 marque le retour de Sébastien Loeb en tant que pilote inscrit au World RX (après une pige en 2013), ainsi que la quarantième édition du rallycross de Lohéac. 

## Circuit de rallycross

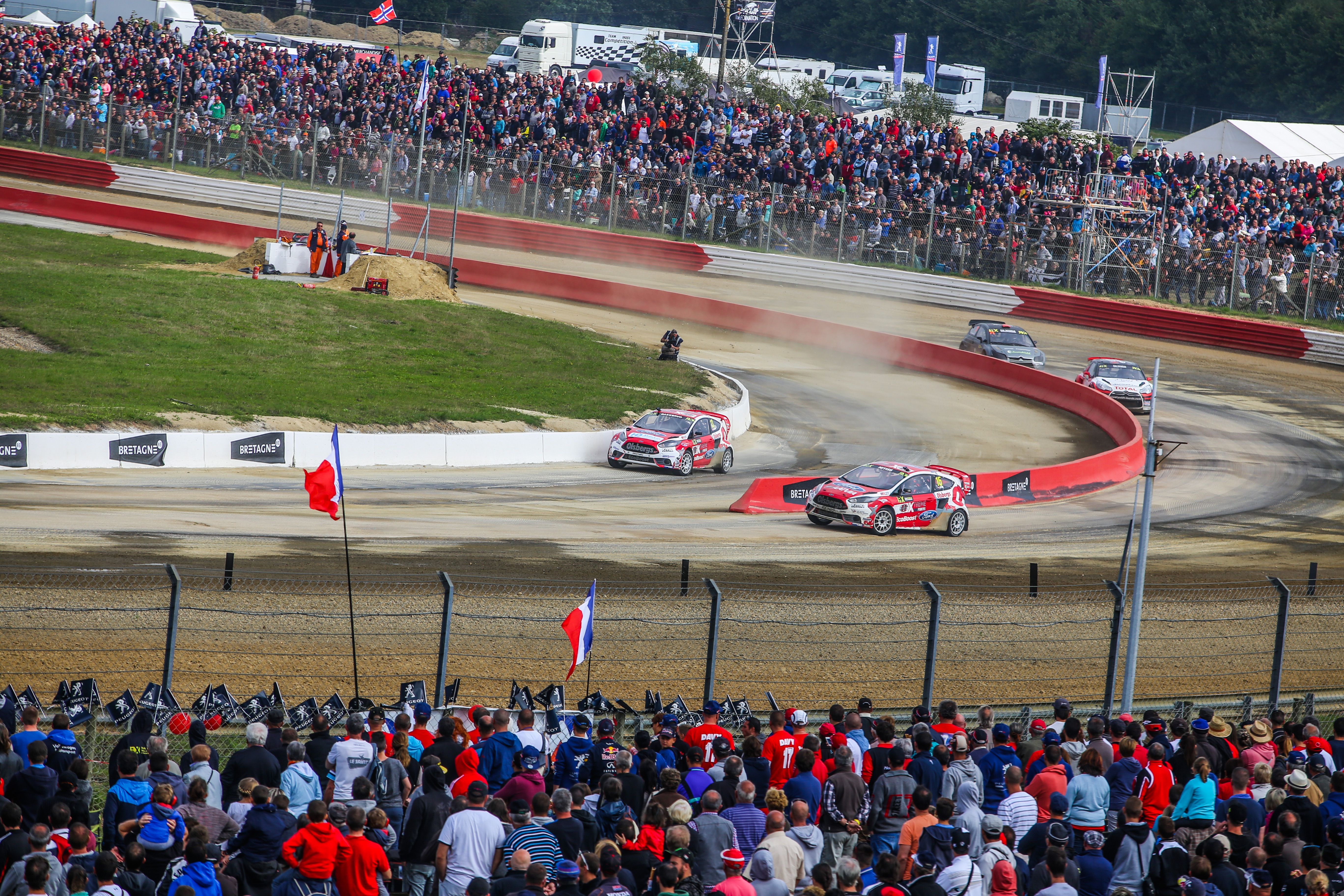
Sortie du tour joker lors du Championnat du monde de rallycross 2015.

Le circuit de Lohéac, plus ancien circuit de rallycross de France est d'une longueur de 1,150 kilomètres. La piste est composée, comme pour tout circuit de rallycross, d'une partie terre et d'une partie asphalte. Le circuit de Lohéac peut subir des modifications selon les prestations qu'il accueille. C'est notamment le cas lors des stages de pilotage. Pour cela le circuit utilise une configuration grand circuit d'une longueur de 2,2 km, composée notamment d'une ligne droite de 550 mètres.

## Records de piste
Supercar : 0,35:843, réalisé par Timmy Hansen avec une Peugeot 208 WRX du Team Hansen MJP en 2019.
S1600 : 0,39:081, réalisé par Egor Sanin avec une Renault Clio 2 S1600 en 2015.
Division 3 : 0,00:000, réalisé par (pilote)[Qui ?] avec (voiture)[Quoi ?] (à partir de l'année 2000)[Quand ?].
Division 4 : 0,00:000, réalisé par (pilote)[Qui ?] avec (voiture)[Quoi ?] (à partir de l'année 2000)[Quand ?].
Twingo R1 : 0,00:000, réalisé par (pilote)[Qui ?] avec (voiture)[Quoi ?] (à partir de l'année 2000)[Quand ?].

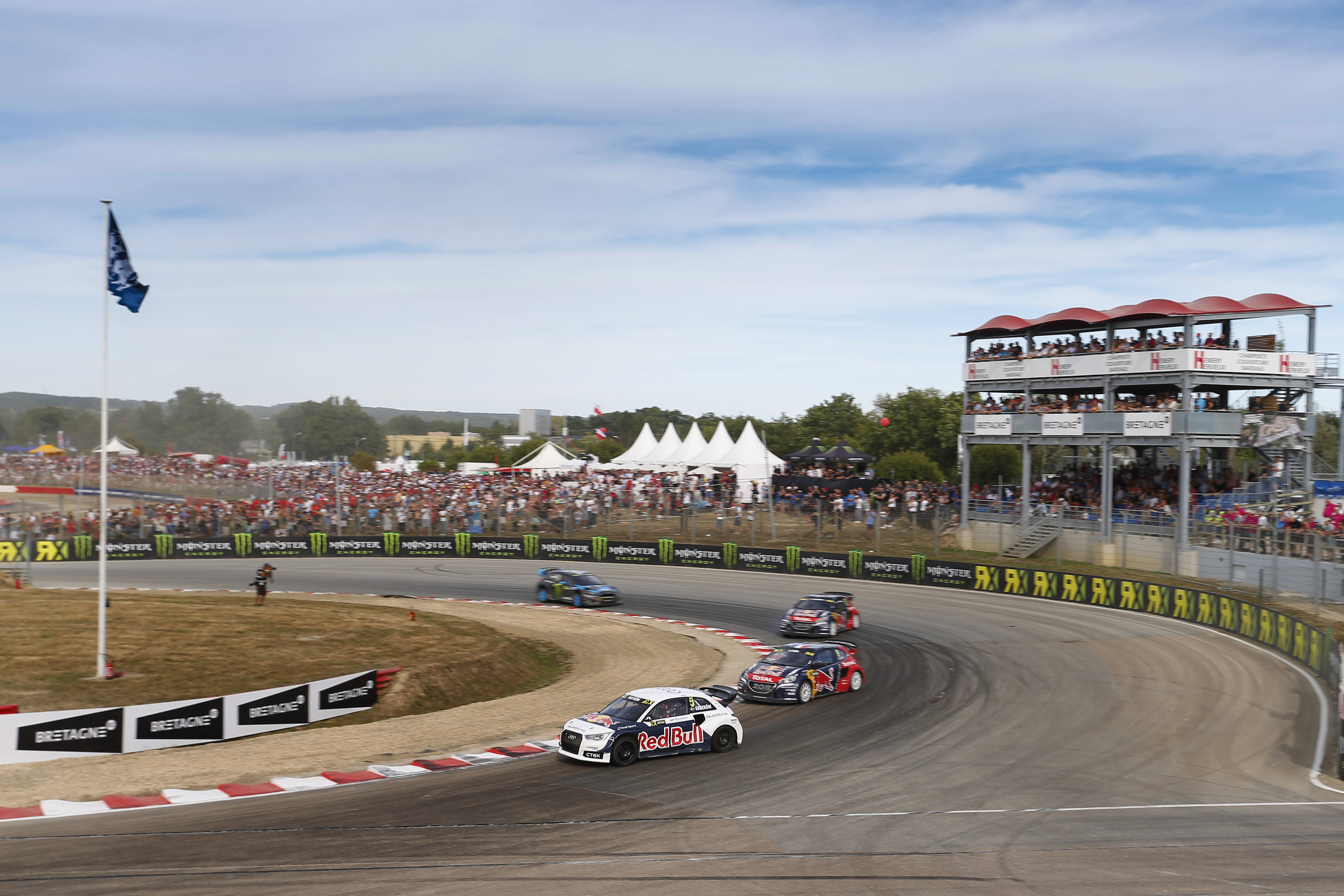
L'épreuve 2016 marque les 40 ans du rallycross de Lohéac.

## Palmarès du Rallycross de Lohéac
Liste des vainqueurs à Lohéac :
5 septembre 1976

Classe 1 Mick Bird GB BLMC Cooper 1450
 
Classe 2 Guy Deladrière B Porsche 911 Carrera 3 litres

4 septembre 1977

Classe 2 Jean Ragnotti F Alpine A310 V6

Classe 1 Bruno Saby F Alpine A110 1600

2-3 septembre 1978

Classe 1 Bruno Saby F  Alpine A110 1600 France

Classe 2 Jean-Pierre Jaussaud F Renault 5 Alpine France

Classe 1 Europe Martin Schanche N Ford Escort MK2 Europe

Classe 2 Europe  Andy Bentza Aut Lancia Stratos Europe

1er-2 septembre 1979

GT -1600 Jean-Pierre Beltoise F Alpine A310 1600 Politecnic

GT + 1600 Raymond Touroul  F Porsche 911 carrera 3 litres

SC – 1600 Pierre Brunetti F Simca 1000 Rallye 2 1550

6-7 septembre 1980

SC + 1600 Pierre Brunetti  F Simca 1000 Rallye 2 1700

SC -1600 Roger Chevreton F Simca 1000 Rallye 2 1550

GT + 1600 Raymond Touroul  F Porsche 911 Carrera 3 litres

GT -1600 Rémy Julienne F  Alpine A 310 1600 Politecnic

5-6 septembre 1981

GT + 1600 Raymond Touroul F Porsche 911 SC 3 litres

GT – 1600 Rémy Julienne F Alpine A 310 1600 Politecnic

SC + 1600 Jacques Aïta F VW Coccinelle 1302

SC -1600 Roger Chevreton F Simca 1000 Rallye 2

4-5 septembre 1982

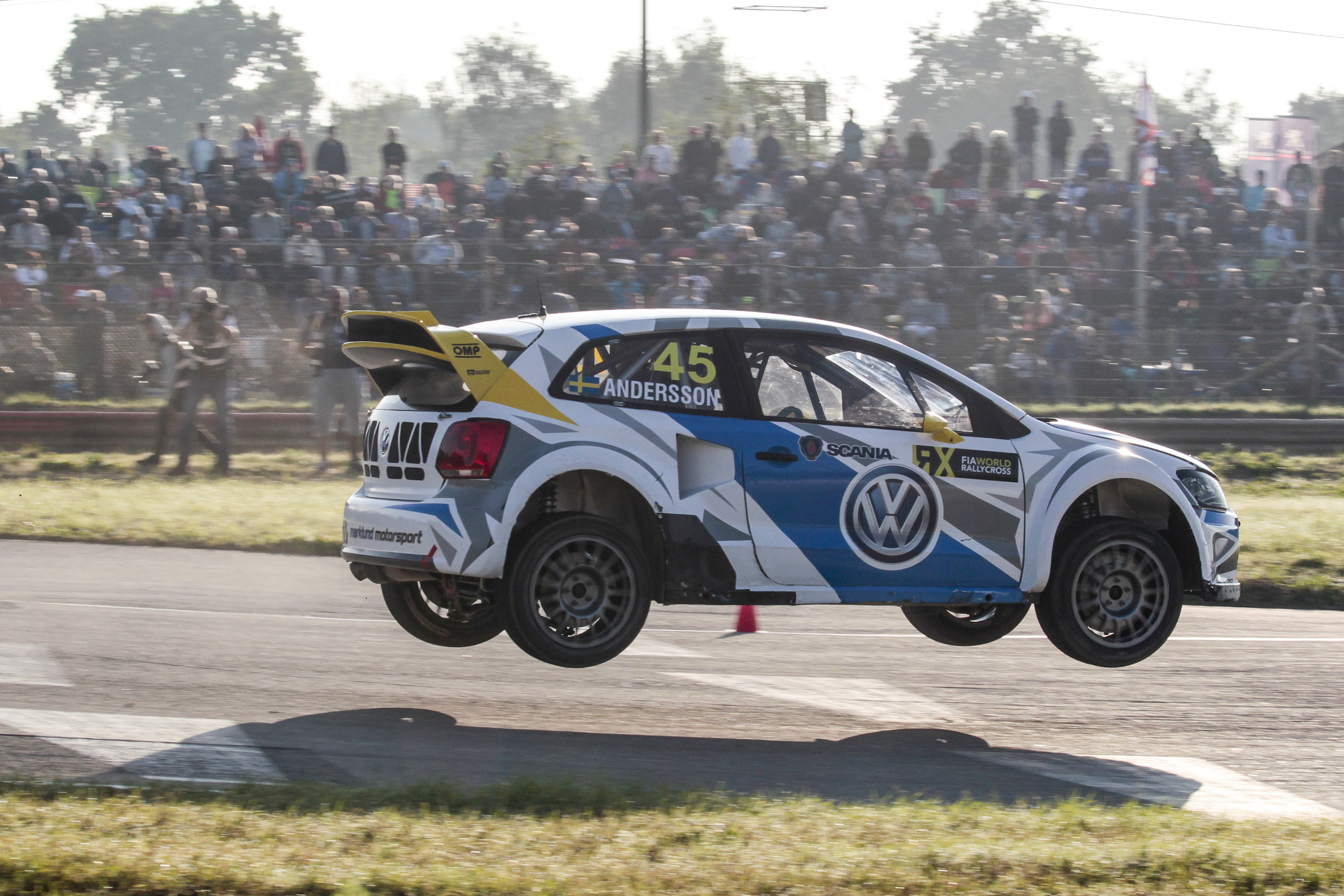
Le Jump dans le tour joker.

D2 + 1600 Max Mamers F Matra Murena ROC

D2 -1600 Denis Marcel F Alpine A 310 1600 Politecnic

D1 +1600 Jean De Moor  F  Opel Kadett GT/E

D1 -1600 Michel Gambillon F Simca 1000 Rallye 3

25-26 juin 1983

D1 Europe Pierre Brunetti  F Simca 1000 Rallye 3 Europe

D2 Europe Walter Mayer Aut Audi Quattro A2 Europe

D2 + 1600 Raymond Touroul F Renault 5 Turbo France

D2 -1600 Denis Marcel F Alpine A 310 1600 Politecnic France

D1 + 1600  Göran Johansoon S Saab 900 Turbo France

D1 -1600 Pierre Brunetti F Simca 1000 Rallye 3 France

1-2 septembre 1984

D2 +1600 Jacques Aïta F Audi quattro A 2

D2 -1600 Roger Chevreton F Citroën Visa 1600 4x4

D1 +1600 Göran Johansson  S Saab 900 Turbo

D1 -1600  Paul Châteaux F VW Golf GTi 1600

Renault Cross Patrick Godard 

31 août-1er septembre 1985

D2 + 1600 Denis Marcel  F Matra Murena Roc turbo 4x4 

D2 – 1600  Jean-Louis Aslanian F Citroen Visa 1600 4×4

D1 + 1600 Jean-Jacques Bénézet  F Renault 11 turbo

D1 - 1600 Serge Dumas F Peugeot 205 GTi 1600

6-7 septembre 1986

D2 Jacques Aïta F Audi Quattro A2

D1 Jean-Jacques Bénézet  F Renault 11 Turbo

5-6 septembre 1987

D2 Gérard Roussel F Renault Maxi 5 4×4

D1 Bernard Bertrand F VW Golf GTi 1800 16S

18-19 juin 1988

D2 Europe Matti Alamàki SF Peugeot 205 T16 Ev.2 Europe

D1 Europe Bjorn Skogstadt N Ford Sierra RS 500 Europe

D2 Guy Fréquelin F Peugeot 205 T16 Ev.2 France

D1 Jean-Luc Pailler  F Citroën BX Sport France

205 GTi Patrick Godard  F Peugeot 205 GTi

2-3 septembre 1989

D1 Christian Ménier  F Ford Sierra Cosworth RS

D2 Philippe Wambergue F Peugeot 205 T16 Ev.2

D3 Jean-Claude Savoye F Renault 5 Turbo

205 GTi  Daniel Archambault F Peugeot 205 GTi

1er-2 septembre 1990

D1 Christophe Vaison F Ford Sierra Cosworth RS 500

D2 Jean-Manuel Beuzelin  F Peugeot 205 T16 Ev.2

D3 Jean-Claude Savoye F Renault 5 Turbo

Gr N  Claude Perrigaud F Ford Sierra Cosworth RS

205 GTi Christophe Boussard F Peugeot 205 GTi

31 août-1er septembre 1991

D1 Christophe Vaison F Ford Sierra RS 500

D2 Jean-Jacques Bénézet F Renault 21 Quadra

5-6 septembre 1992

D1 " Knapick " (Hervé Lemonnier)  F BMW M3

D2 Jean-Luc Pailler F Citroën BX 1900 turbo 4x4

D3 Didier Caradec  F Porsche 911 SC

Gr.N Production  David Meslier F Ford Sierra Cosworth RS

5-6 juin 1993

D1 Europe Jean-Luc Pailler F Citroën BX turbo 4x4 Europe

D1 France  Jean-Luc Pailler F Citroen BX turbo 4x4 France

D2 Europe Richard Hutton  GB Ford Escort Cosworth RS Europe

D2 France " Knapick " (Hervé Lemonnier) F BMW M3 France

Groupe N  David Meslier F Ford Sierra Cosworth RS

3-4 septembre 1994

D1 Jean-Luc Pailler F Citroen BX turbo 4×4

D2 Hervé " Knapick " F BMW M3

D3 Jean-Luc Le Duigou F Porsche 911 Carrera 3 litres

Gr.N  Marc Morize F Ford Sierra Cosworth

2-3 septembre 1995

D1 Sylvain Poulard  F Citroen ZX 16 V kit car

D2 Jean-Luc Pailler F Citroen Xantia 2040 turbo 4×4

D3 Christian Ménier F  Ford Sierra Cosworth T3F

Gr.N Marc Morize F Ford Sierra Cosworth RS

31 août-1er septembre 1996

Tourisme Sylvain Poulard F Citroen ZX 16 V kit car

Tourisme Spécial " Knapick " (Hervé Lemonnier) F BMW 318 TI 4x4

Maxi Tourisme Christian Ménier  F Ford Escort Cosworth

Production Jacky Deborde  F BMW M3

6-7 septembre 1997

Tourisme Sylvain Poulard F Citroen ZX 16 V kit car

Tourisme-Spécial Christophe Vaison F Renault Mégane Quadra

Production Franck Deborde F BMW M3

Maxi-Tourisme Laurent Terroitin F Citroen ZX turbo 4x4

Saxo Rallycross Marc Amourette F Citroen Saxo VTS 16 V

5-6 septembre 1998

MT/TS Jean-Luc Pailler  F Citroen Xantia turbo 4×4

Production Philippe Tollemer F BMW M3 3,2 litres

Tourisme Sylvain Poulard F Citroen Saxo kit car

Saxo Rallycross Laurent Chartrain F Citroen Saxo VTS 16 V

4-5 septembre 1999

Maxi Tourisme/Tourisme Spécial Jean-Luc Pailler F Citroen Xantia turbo 4x4

Production Eddy Bénézet F Peugeot 306 S16

Tourisme Pierre Llorach F Citroen Saxo kit car

Saxo Rallycross Christian Beaudré F Citroen Saxo VTS 16 V 

2-3 septembre 2000

D1 David Meslier F Renault Mégane 1750 " WRC "

D2 Production Mickael Poirier F Renault Clio RS

D2 Tourisme Pierre Llorach F Citroen Saxo kit car

Formule France  Alain Sturm F Formule France

Saxo Rallycross Julien Valdant F Citroen Saxo VTS 16 V

19-20 mai 2001

D1 Europe Kenneth Hansen S Citroen Xsara " WRC " Europe

D2 Europe  Marc-Jan Vlassak  NL Opel Astra GSi 16 V OPC Europe

Saxo Rallycross Julien France F Citroen Saxo VTS 16 V

31 août-1er septembre 2002

Division 1 Jean-Luc Pailler F Peugeot 206 WRC

Division 2 Olivier Anne F Renault Clio RS

Division 3 Fabrice Morize F Peugeot 205 T16 T3F

Division 4 Pascal Dahirel F Peugeot 306 Maxi

Saxo Rallycross Arnaud Morel  F Citroen Saxo VTS 16 V

6-7 septembre 2003

Division 1 Laurent Terroitin  F Citroen Xsara " WRC "

Division 2 Sébastien Tertrais F  Citroen Xsara VTS 16 V

Division 3  Marc Morize F Peugeot 206 T16 T3F

Division 4 Kévin Jacquinet F Peugeot 306 Maxi

Saxo Rallycross  Jean-Sébastien Vigion F Citroen Saxo VTS 16 V

4-5 septembre 2004

Division 1 Olivier Anne F Citroen Xsara " WRC "

Division 2  Eric Guillemette F Honda Civic Type-R

Division 3 Fabrice Morize F Peugeot 205 T16 T3F

Division 4  Yoann Hervé F Citroen Saxo kit car

C2 Rallycross Samuel Peu F Citroen C2 VTS 16 V

3-4 septembre 2005

Division 1 Olivier Anne F Citroen Xsara " WRC "

Division 2  Marc Laboulle F Honda Civic Type-R

Division 3 Gaëtan Sérazin  F Peugeot 307 T3F

Division 4  Bertrand Divaret F Citroen Saxo kit car

C2 Rallycross Bertrand Divaret F Citroen C2 VTS 16 V

2-3 septembre 2006

Division 1 Jean-Luc Pailler F Peugeot 206 WRC

Division 2  Sébastien Tertrais F Honda Civic

Division 3 Gaëtan Sérazin  F Peugeot 307 T3F

Division 4  Thierry Jan F Renault Mégane Kit car

C2 Rallycross Julien Eberle F Citroen C2 VTS 16 V

1-2 septembre 2007

Division 1 Marc Laboulle F Citroën Xsara " WRC "

Division 2  Sébastien Tertrais F Honda Civic type R

Division 3 Gaëtan Sérazin  F Peugeot 307 V6 Nissan T3F

Division 4  Samuel Peu F Citroën Xsara Kit car

6-7 septembre 2008

Division 1 Marc Laboulle F Citroën Xsara " WRC "

Division 2  Eric Guillemette F Honda Civic type R

Division 3 Marc Morize F Peugeot 207 V6 Nissan T3F

Division 4  Bruno Huet F Peugeot 306 maxi F2000

Logan Cup David Olivier F

5-6 septembre 2009

Division 1 Marc Laboulle F Citroën Xsara " WRC "

Division 1 A Samuel Peu F Citroen Saxo kit Car

Division 3 Marc Morize F Peugeot 207 V6 Nissan T3F

Division 4  Yvonnick Jagu F Audi A3

Logan Cup David Olivier F

4-5 septembre 2010

Division 1 David Meslier F Renault Clio III

Division 1 A  Steven Bossard F Citroen C2 super 1600

Division 3 Christophe Saunois F Toyota Corolla T3F

Division 4  David Vincent F Renault Clio

Logan Cup Maximilien Eveno F
31-1er septembre 2013 (Championnat d'Europe de rallycross)
Supercar Andreas Bakkerud
Super1600 Reinis Nitišs
Tournigcar Derek Tohill

6-7 septembre 2014 (Championnat du monde de rallycross 2014)
Supercar Petter Solberg
Super1600 Steven Bossard
5-6 septembre 2015 (Championnat du monde de rallycross 2015)
Supercar Timmy Hansen
Super1600 Ulrik Linnemann
3-4 septembre 2016 (Championnat du monde de rallycross 2016)
Supercar Johan Kristoffersson
Super1600 Krisztián Szabo

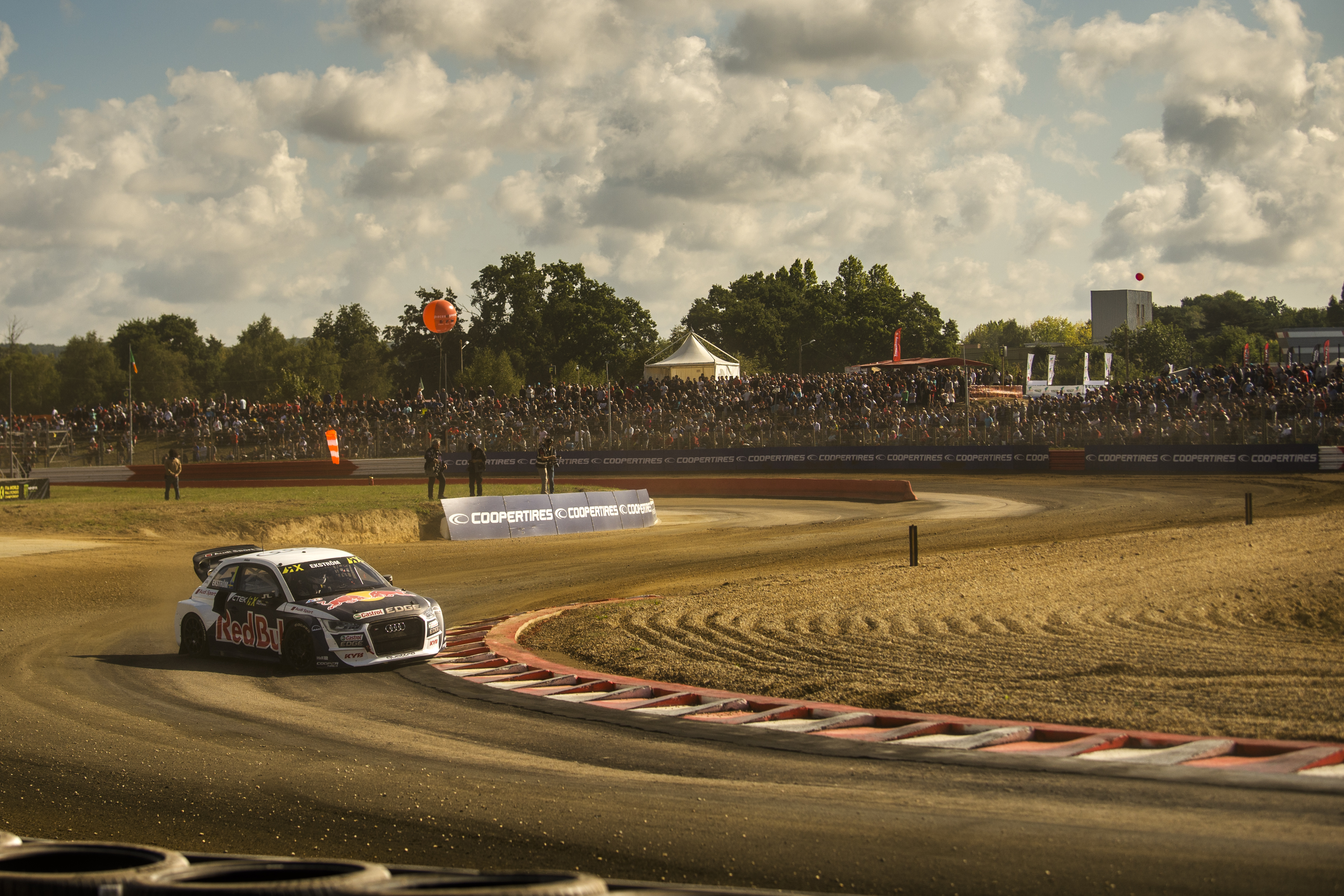
Le circuit de Lohéac en 2017.

2-3 septembre 2017 (Championnat du monde de rallycross 2017)
Supercar World RX Johan Kristoffersson
Supercar Euro RX Thomas Bryntesson
RX2 Cyril Raymond
Super1600 Krisztián Szabo

### sources et références
1. ↑  « Histoire - Rallycross Lohéac », sur www.rallycrossloheac.net (consulté le 24 août 2016)
2. ↑  « Rallycross de Lohéac. Patrick Germain : « Le meilleur qu’on ait jamais fait » », sur ouest-france.fr (consulté le 18 septembre 2018)
3. ↑  lefigaro.fr, « Rallycross : le nouveau phénomène du sport auto », sur Le Figaro (consulté le 8 avril 2016)
4. ↑  « Lohéac : une 40e rugissante avec Sébastien Loeb en tête de gondole - Rallye - Auto/Moto », 3 septembre 2016 (consulté le 10 septembre 2016)
5. ↑  
« les vainqueurs à Lohéac », sur le site du Rallycross de Lohéac, 2009 (consulté le 21 février 2012)